# Wes Williams
Wes Williams znany jako Maestro (ur. 31 marca 1968 w Toronto) – kanadyjski raper, producent muzyczny, aktor i autor. Jeden z pierwszych kanadyjskich raperów, który odniósł sukces w mainstreamie, uznawany za „ojca chrzestnego kanadyjskiego hip hopu”. Jego debiutancki album, Symphony in Effect (1989), był pierwszym certyfikowanym platynowym albumem czarnego kanadyjskiego artysty

## Życiorys
Urodził się w Toronto, w prowincji Ontario. Zaczął pisać własne wiersze i rapować jeszcze w szkole podstawowej w Toronto. Uczęszczał do Senator O’Connor College School, a następnie przeniósł się do L’Amoreaux Collegiate Institute. Przez rok studiował prawo i nauki polityczne na Uniwersytecie Carleton w Ottawie w Ontario. Studiował z takimi artystami jak Grandmaster Flash, Spoonie Gee i Kurtis Blow, a wraz z Ebony MC (aka Marlon Bruce) założył Vision Crew. Po rozpadzie duetu w 1987, Fresh Wes nagrał kilka dem i podpisał kontrakt z niezależnym LeFrak-Moelis Records. Jego utwór „Let Your Backbone Slide” (1989) był pierwszym kanadyjskim singlem hip-hopowym, który kiedykolwiek zdobył złotą płytę. Po pierwszym albumie, Symphony in Effect (1990), ukazały się następne - Black Tie Affair (1991) i Naaah, Dis Kid Can’t Be from Canada?!! (1994). Za rolę Andre w serialu kanadyjskim The Line (2009) zdobył nominację do Nagrody Gemini

## Filmografia
- 2008: Weight of Light jako Andre
- 2008: Gwiazda od zaraz 4 (Instant Star 4) jako Darius Mills
- 2008: Weight jako Andre
- 2007: Poor Boy’s Game jako Nathan
- 2007: Gwiazda od zaraz 3 (Instant Star 3) jako Darius Mills
- 2006: Amma jako Nathan
- 2006: Gwiazda od zaraz 2 (Instant Star 2) jako Darius Mills
- 2005: Get Rich or Die Trying jako Strażnik
- 2005: Czterej bracia (Four Brothers) jako Kierowca Vica
- 2004: Gwiazda od zaraz (Instant Star) jako Darius Mills
- 2004: Odkupienie (Redemption: The Stan Tookie Williams Story) jako Tony Bogard
- 2003: Honey jako B.B.
- 2003: Zapomniany gatunek (Bugs) jako Bergstein
- 2003: DoUlike2watch.com
- 2003: Platinum jako Pharos
- 2002: Płatne w całości (Paid in Full) jako Przyjaciel Mitcha
- 2002: Wyrok (Conviction) jako Jerome
- 2001–2004: Oblicza zbrodni (Blue Murder) jako Jermaine Sheilds / Wallace Adams (gościnnie)
- 2000: Strippers

## Dyskografia

### Albumy studyjne
- Symphony in Effect (1989)
- The Black Tie Affair (1991)
- Maestro Zone (1992)
- Naaah, Dis Kid Can't Be from Canada?!! (1994)
- Built to Last (1998)
- Ever Since (2000)

Składanki
- Urban Landmark 1989–2005 (2005)